# Danny Wilson (cầu thủ bóng đá Scotland)
Daniel "Danny" Wilson (sinh ngày 27 tháng 12 năm 1991 ở Livingston là một hậu vệ người Scotland hiện đang chơi cho Rangers.
Wilson có trận ra mắt trong màu áo Rangers vào tháng 10 năm 2009 và 9 ngày sau trở thành cầu thủ trẻ nhất của Rangers và Scotland chơi ở cúp C1. Các danh hiệu của anh bao gồm chức vô địch giải ngoại hạng Scotland, một chiếc cúp quốc gia Scotland, một cúp Liên đoàn Scotland, và được bầu là cầu thủ trẻ xuất sắc nhất năm 2010 của Scotland theo bình chọn của các nhà báo thể thao và cầu thủ trẻ xuất sắc nhất năm 2010 theo bình chọn của Liên đoàn bóng đá Scotland.
Wilson đã chơi cho đội tuyển Scotland qua nhiều cấp độ và từng là đội trưởng đội U19.

## Sự nghiệp câu lạc bộ

### Rangers
Sinh ở Livingston, Scotland, Wilson gia nhập đội trẻ Rangers và làm đội trưởng đội U19. Anh được dự đoán từ đầu rằng sẽ có một tương lai tươi sáng ở Ibrox (được so sánh với Alan Hansen), thậm chí thu hút được sự chú ý từ những đội bóng lớn trước khi anh có trận ra mắt. Wilson đã từng được sử dụng trong vai trò cầu thủ dự bị nhưng không được sử dụng ở giai đoạn cuối mùa giải 2008-09, bao gồm cả trận chung kết cúp quốc gia Scotland 2009 gặp Falkirk. Anh có trận ra mắt trong màu áo Rangers ở trận gặp Dundee United ở cúp Liên đoàn, chơi đủ 90 phút trong chiến thắng 3-1 hồi tháng 10 năm 2009. Chỉ 1 tuần sau, anh trở thành cầu thủ trẻ nhất trong của Rangers từng ra sân ở cúp C1 khi ra sân từ đầu trong trận hoà 1-1 với Unirea Urziceni, khi mới 17 tuổi, 312 ngày. Wilson ghi bàn đầu tiên cho Rangers trong chiến thắng 4-1 trước Hearts ở sân Tynecastle vào ngày 27 tháng 3 năm 2010.
Wilson có tổng cộng 15 lần ra sân trong mùa giải 2009-10, và trở thành trái tim của hàng phòng ngự Rangers bên cạnh đội trưởng David Weir. Anh có danh hiệu vô địch Scotland đầu tiên sau khi giúp Rangers vô địch mùa giải 2009-10. Sau một mùa giải thành công, Wilson được trao giải thưởng cầu thủ trẻ Scotland xuất sắc nhất năm của Liên đoàn bóng đá Scotland và Cầu thủ trẻ Scotland xuất sắc nhất năm theo bình chọn của các nhà báo. Anh cũng được bầu là cầu thủ trẻ của Rangers xuất sắc nhất năm theo bình chọn của người hâm mộ.

### Liverpool
Vào ngày 21 tháng 7 năm 2010, Wilson gia nhập Liverpool và ký hợp đồng 3 năm với mức giá khoảng 2 triệu bảng, sau đó có thể tăng lên thành 5 triệu bảng dựa vào số lần ra sân.

## Thống kê sự nghiệp
Tính đến 28 tháng 5 năm 2010
| CLB                 | Mùa giải            | Giải đấu | Giải đấu  | Cúp quốc gia | Cúp quốc gia | Cúp Liên đoàn | Cúp Liên đoàn | châu Âu | châu Âu   | Tổng   | Tổng      |
| CLB                 | Mùa giải            | Ra sân   | Bàn thắng | Ra sân       | Bàn thắng    | Ra sân        | Bàn thắng     | Ra sân  | Bàn thắng | Ra sân | Bàn thắng |
| ------------------- | ------------------- | -------- | --------- | ------------ | ------------ | ------------- | ------------- | ------- | --------- | ------ | --------- |
| Rangers             | 2009–2010           | 14       | 1         | 5            | 0            | 3             | 0             | 2       | 0         | 24     | 1         |
| Rangers             | Tổng                | 14       | 1         | 5            | 0            | 3             | 0             | 2       | 0         | 24     | 1         |
| Tổng cộng sự nghiệp | Tổng cộng sự nghiệp | 14       | 1         | 5            | 0            | 3             | 0             | 2       | 0         | 24     | 1         |

## Danh hiệu

### Rangers
- Giải Ngoại hạng Scotland (1): 2010
- Cúp quốc gia Scotland (1): 2009
- Cúp Liên đoàn Scotland (1): 2010

### Cá nhân
- Cầu thủ trẻ Scotland xuất sắc nhất năm theo bình chọn của Liên đoàn bóng đá Scotland (1): 2010
- Cầu thủ trẻ Scotland xuất sắc nhất năm theo bình chọn của các nhà báo (1): 2010